# Mirosław Pietrewicz
Mirosław Piotr Pietrewicz (ur. 2 stycznia 1941 w Nowej Wsi w województwie podlaskim, zm. 6 maja 2022 w Warszawie) – polski polityk i ekonomista, profesor nauk ekonomicznych. W latach 1993–1996 minister-kierownik Centralnego Urzędu Planowania w rządach Waldemara Pawlaka, Józefa Oleksego i Włodzimierza Cimoszewicza, w latach 1996–1997 wiceprezes Rady Ministrów i minister skarbu państwa, w latach 1997–2001 poseł na Sejm III kadencji, członek Rady Polityki Pieniężnej w kadencji 2004–2010.

## Życiorys
Syn Wacława i Stefanii, brat ekonomisty Jerzego Pietrewicza. W 1963 ukończył studia na Wydziale Ekonomiki Produkcji Szkoły Głównej Planowania i Statystyki w Warszawie. Pracował w Instytucie Finansów tej uczelni, w 1970 obronił pracę doktorską w Katedrze Finansów na SGPiS, a w 1978 uzyskał habilitację. Był też zawodowo związany z Instytutem Rozwoju Wsi i Rolnictwa Polskiej Akademii Nauk, w którym od 1978 do 1985 kierował Zakładem Polityki Agrarnej. W 1985 został pracownikiem naukowym Katedry Finansów SGPiS. W 1987 otrzymał tytuł profesorski w zakresie nauk ekonomicznych. W latach 1987–1990 był prodziekanem Wydziału Finansów i Statystyki SGPiS.
W latach 1990–1994 był członkiem rady naukowej przy prezesie Narodowego Banku Polskiego, w latach 1992–1993 zasiadał w społecznej radzie planowania. Od 26 października 1993 do 30 września 1996 zajmował stanowisko ministra-kierownika Centralnego Urzędu Planowania kolejno w rządach Waldemara Pawlaka, Józefa Oleksego i Włodzimierza Cimoszewicza. Od 1 października 1996 do 31 października 1997 był ministrem skarbu państwa, a od 7 lutego 1996 do 31 października 1997 wicepremierem w rządzie Włodzimierza Cimoszewicza. W latach 1997–2001 z rekomendacji Polskiego Stronnictwa Ludowego sprawował mandat posła na Sejm III kadencji. W 2001 bez powodzenia kandydował do Senatu. W rządzie Leszka Millera od 2002 do 2003 zajmował urząd prezesa Rządowego Centrum Studiów Strategicznych.
W 2004 został powołany w skład Rady Polityki Pieniężnej II kadencji, funkcję tę pełnił do 2010.
Zmarł 6 maja 2022. Msza pogrzebowa odbyła się 12 maja w kościele bł. Władysława z Gielniowa w Warszawie, po niej Mirosław Pietrewicz został pochowany na cmentarzu w Grabowie.

## Odznaczenia
Odznaczony Krzyżem Oficerskim Orderu Odrodzenia Polski (2011). W 2010 otrzymał odznakę honorową „Za zasługi dla bankowości Rzeczypospolitej Polskiej”.